# Корниловка (Топкинський округ)
Корни́ловка (рос. Корниловка) — присілок у складі Топкинського округу Кемеровської області, Росія.
Стара назва — Корнилово.

## Населення
Населення — 125 осіб (2010; 89 у 2002).
Національний склад (станом на 2002 рік):
- росіяни — 97 %